# Ibirama
Ibirama è un comune del Brasile nello Stato di Santa Catarina, parte della mesoregione della Vale do Itajaí e della microregione di Rio do Sul.
Prima dell'emancipazione, il comune si chiamava Hamônia ed apparteneva alla città di Blumenau. Nel 1934 con l'emancipazione amministrativa, è stata ribattezzata con il nome di Ibirama. "Ibirama": è una parola Tupi (lingua indigena) significa "Terra di abbondanza", attraverso la giunzione dei termini YBY ( "Terra" ) e Rams ("Promettente").

## Storia
Fino al XVI secolo, la regione dove si trova la città, era situata al confine tra il territorio tradizionale degli indiani Carijó e territorio costiero e tradizionale degli indiani Caingang. Con l'arrivo degli esploratori europei, le popolazioni indigene furono perseguitate e ridotte in schiavitù.
Il 30 marzo 1897 le terre sono state donate dallo Stato di Santa Catarina alle Società di Colonizzazione Anseatiche ("Hanseatsche Kolonizations-Gesellschaft mit Beschänkter Haftung"), società fondata ad Amburgo in Germania con la missione di colonizzare il Sud America.
L'8 novembre 1897 - Dopo un lungo sondaggio, è stato ufficialmente trovato il luogo ideale per ospitare la nuova città Hamônia, la città proibita.
L'identità del municipio si basa fondamentalmente sulle culture e architetture tedesche e italiane.

## Economia
Le principali attività economiche del comune sono:
- Agricoltura;
- Commercio;
- Fabbricazione di prodotti tessili;
- Piccole e medie imprese

### Turismo
La città è frequentata dagli amanti degli sport estremi e si trova all'interno della "Vale do Itajaí".
Le attrazioni sportive ecologiche:
- Eco Rafting
- Down Hill
- Paragliders
- Rappel
- "Tirolesa" (Una delle più lunga Tirolesa Urbana del Sud America)
- Passeggiate nella Natura
- Canyoning

## Weihnachtsmarkt
La "Weihnachtsmarkt" è una festa tradizionale natalizia. Dal 1899 è entrata a far parte della storia di Ibirama poiché con questo avvento la colonia ha incominciato a prendere vita. Fu idealizzato e creato da Ruth Fritsche all'epoca anche coordinatrice del gruppo folk "Neu Bremen".
La tradizione vuole che la festa abbia inizio con una camminata verso il centro della città, con in mano una lanterna accesa.
"Só há união entre todos os filhos da Luz, quando todos realmente aceitarem a verdadeira luz".
("L'unità tra tutti i figli della luce, ci sarà solamente quando tutti avranno veramente accettato la vera luce")

## Lista dei sindaci
Dopo l'emancipazione del municipio di Blumenau in 1934: 4
- Leopoldo Monich - 1934 à 1935
- Rodolpho Koffke - 1935 à 1936
- Frederico Schmidt - 1936 à 1938
- Rodolpho Koffke - 1938 à 1945
- Osmundo Vieira Dutra - 1945
- Erwin Scheidemantel - 1945 à 1947
- Ivo Müller - 1947 à 1951
- Max Meldola - 1951 à 1954
- Osmar Staudinger - 1954 à 1955
- Hermann Schlup - 1955 à 1956
- Osmar Staudinger - 1956
- Rodolpho Koffke - 1956 à 1961
- Manoel Marchetti - 1961 à 1966
- Carlos Pabst - 1966 à 1970
- Marcos Gramkow - 1970 à 1973
- Luis Alexandre Müller - 1973 à 1977
- Heinz Scheidemantel - 1977 à 1983
- Luis Alexandre Müller - 1983 à 1988
- Heinz Scheidemantel - 1989 à 1992
- Odorico de Andrade - 1993 à 1996
- Dieter Staudinger - 1997 à 2000
- Genésio Ayres Marchetti - 2001 à 2008
- Duílio Gehrke - 2009 à 2012
- Osvaldo Tadeu Beltramini - 2013 à 2016
- Francisco Asbreno Lohn - 22/11/2016 à 31/12/2016
- Adriano Poffo - 2017